# Бакирчиоглу, Кеннеди
Кеннеди Бакирчиоглу (швед. Kennedy Bakircioglu; 2 ноября 1980, Сёдертелье) — шведский футболист, игравший на позиции полузащитника. Выступал за сборную Швеции.

## Биография
Семья Кеннеди переехала в Швецию в 1972 году из юго-восточной Турции. Его отец, Беньямин Бакирчиоглу, был одним из первых футболистов команды «Ассириска Фёренинген», созданной в Сёдертелье ассирийской диаспорой.
Кеннеди начинал свою профессиональную карьеру в «Ассириске», затем пять лет провёл в «Хаммарбю» (Стокгольм) и помог этой команде впервые в своей истории стать чемпионом Швеции в 2001 году. В том же году он дебютировал в национальной сборной Швеции.
После двухгодичного выступления за греческий «Ираклис» (Салоники) в 2005 году Бакирчиоглу оказался в Нидерландах, в «Твенте» (Энсхеде). В сезоне 2006/07 он забил 15 голов и привлёк к себе внимание амстердамского «Аякса», который 15 мая 2007 года подписал с ним четырёхлетний контракт. В своём дебютном сезоне Кеннеди забил лишь три мяча в 18 матчах чемпионата Нидерландов сезона 2007/08. В сезоне 2008/09 Бакирчиоглу не проходил в основной состав команды, сыграл всего восемь матчей и забил один гол. После окончания сезона 2009/10 он перебрался в испанский «Расинг», подписав с клубом двухлетний контракт.
В августе 2012 года Кеннеди отправился на просмотр в шведский «Хаммарбю», за который уже выступал с 1999 по 2003 год.

## Достижения
«Хаммарбю»
- Чемпион Швеции: 2001
- Один из 4-х лучших футболистов «Хаммарбю» всех времён и народов: 2005

«Аякс»
- Обладатель Суперкубка Нидерландов: 2007
- Обладатель Кубка Нидерландов: 2009/10

## Статистика по сезонам
Данные на конец сезона 2014
| Сезон   | Клуб                              | Матчи | Голы |
| ------- | --------------------------------- | ----- | ---- |
| 1996    | Ассириска Фёренинген (Сёдертелье) | 1     | 0    |
| 1997    | Ассириска Фёренинген (Сёдертелье) | 8     | 1    |
| 1998    | Ассириска Фёренинген (Сёдертелье) | 25    | 9    |
| 1999    | Хаммарбю (Стокгольм)              | 25    | 2    |
| 2000    | Хаммарбю (Стокгольм)              | 26    | 5    |
| 2001    | Хаммарбю (Стокгольм)              | 26    | 8    |
| 2002    | Хаммарбю (Стокгольм)              | 25    | 11   |
| 2003    | Хаммарбю (Стокгольм)              | 25    | 12   |
| 2003/04 | Ираклис (Салоники)                | 7     | 2    |
| 2004/05 | Ираклис (Салоники)                | 17    | 2    |
| 2005/06 | Твенте (Энсхеде)                  | 32    | 9    |
| 2006/07 | Твенте (Энсхеде)                  | 33    | 15   |
| 2007/08 | Аякс (Амстердам)                  | 18    | 3    |
| 2008/09 | Аякс (Амстердам)                  | 8     | 1    |
| 2009/10 | Аякс (Амстердам)                  | 9     | 2    |
| 2010/11 | Расинг (Сантандер)                | 32    | 6    |
| 2011/12 | Расинг (Сантандер)                | 7     | 0    |
| 2012    | Хаммарбю (Стокгольм)              | 9     | 5    |
| 2013    | Хаммарбю (Стокгольм)              | 23    | 7    |
| 2014    | Хаммарбю (Стокгольм)              | 28    | 17   |